# Пионерский лагерь «Звёздный»
Пионерский лагерь «Звёздный» — упразднённый населённый пункт в городском округе и одноимённой административно-территориальной единице (город областного значения) Калуга, в Калужской области России. Исключен из учётных данных в 2017 году.

## География
Населённый пункт находился в центральной части Калужской области, в зоне хвойно-широколиственных лесов, в пределах северо-западного склона Среднерусской возвышенности, на правом берегу реки Оки, при одноимённом пионерском лагере, в 0,5 км к северу от села Горенское.

### Климат
Климат характеризуется как умеренно континентальный, с тёплым летом и холодной снежной зимой. Среднегодовая многолетняя температура воздуха составляет 3,8 °С. Средняя температура воздуха самого тёплого месяца (июля) — 17,6 °C (абсолютный максимум — 38 °C); самого холодного (января) — −10 °C (абсолютный минимум — −46 °C). Безморозный период длится в среднем 149 дней. Среднегодовое количество атмосферных осадков составляет 738 мм, из которых большая часть (467 мм) выпадает в тёплый период. Снежный покров держится в течение 139 дней.

## История
Населённый пункт упразднён постановлением Законодательного Собрания Калужской области от 14 сентября 2017 года N 495.

## Население
| 2002 | 2010 |
| ---- | ---- |
| 0    | →0   |